# أبو حاتم الرازي (محدث)
أبو حاتم محمد بن إدريس بن المنذر بن داود بن مهران الحنظلي الغطفاني الرازي،  .محدث ومن علماء الجرح والتعديل، كنيته أبو حاتم، ولد سنة 195 هـ وتوفي سنة 277 هـ، وابنه عبد الرحمن المحدث الشهير بابن أبي حاتم.

## نسبته
- يقال له الرازي نسبة إلى وطنه الري بزيادة زاي، وأصله من أصبهان، ومن أجل ذلك ترجم له أبو نعيم الأصفهاني في كتابه أخبار أصبهان، ويقال له: الغطفاني، ويقال: الحنظلي، وحنظلة بطن من غطفان، ونسبته إليهم نسبة ولاء.[9]
- قال ابنه عبد الرحمن كما في اللباب: «نحن من موالي تميم بن حنظلة الغطفاني من غطفان»
- قال ابن الأثير: «وأما أبو حاتم محمد بن إدريس الحنظلي فمنسوب إلى درب بالري يقال له: درب حنظلة».

## رحلته في طلب الحديث
بدأ كتابة الحديث سنة 209 هـ وعمره 14 سنة، فرحل إلى الكوفة والبصرة وبغداد ودمشق وحمص ومصر.
- قال ابنه: سمعت أبي يقول: «أول سنة خرجت في طلب الحديث أقمت سبع سنين أحصيت ما مشيت على قدمي زيادة على ألف فرسخ ثم تركت العدد بعد ذلك، وخرجت من البحرين إلى مصر ماشيا، ثم إلى الرملة ماشيا، ثم إلى دمشق ثم إلى أنطاكيا ثم إلى طرسوس ثم رجعت إلى حمص ثم منها إلى الرقة ثم ركبت إلى العراق كل ذلك وأنا ابن عشرين سنة، وقال: بقيت بالبصرة سنة أربع عشرة أي ومائتين فبعت ثيابي حتى نفدت، وجعت يومين فأعلمت رفيقي فقال: معي دينار فأعطاني نصفه، وطلعنا مرة من البحر وقد فرغ زادنا فمشينا ثلاثة أيام لا نأكل شيئا .[10]»

## ممن روى عنهم
روى عن أحمد بن القاسم الزهري محمد بن عبد الله الأنصاري وعثمان بن الهيثم وعفان بن مسلم وأبي نعيم عبيد الله بن موسى وآدم بن أبي إياس وأبي اليمان وسعيد بن أبي مريم وأبي مسهر وأبو أمية الطرسوسي وعبد الله بن صالح العجلي وغيرهم.

## ممن روى عنه
روى عنه أبو داود والنسائي وابن ماجه وابنه عبدالرحمن، وروى عنه عبدة بن سليمان المروزي والربيع بن سليمان المرادي ويونس بن عبد الأعلى ومحمد بن عوف الطائي وهم من شيوخه، ورفيقه وابن خالته أبو زرعة الرازي ومحمد بن هارون الروياني وأبو عوانة الإسفراييني وابن أبي الدنيا وأبو زرعة الدمشقي وأبو عمرو بن حكيم وغيرهم.

## من خرج حديثه
خرج حديثه أبو داود والنسائي وابن ماجه
- ذكر الحافظ في تهذيب التهذيب أن ابن ماجه روى عنه في التفسير.
- قال تاج الدين السبكي في طبقات الشافعية: «وقيل إن البخاري وابن ماجه رويا عنه ولم يثبت ذلك.»

## الجرح والتعديل
- قال أبو بكر الخلال: «أبو حاتم إمام في الحديث»
- وقال ابن خراش: «كان من أهل الأمانة والمعرفة»
- وقال النسائي: «ثقة»
- وقال أبو نعيم: «إمام في الحفظ والفهم»
- وقال اللالكائي: «كان إماما عالما بالحديث حافظا متقنا ثبتا»
- وقال ابن أبي حاتم: «سمعت موسى بن إسحاق القاضي يقول: ما رأيت أحفظ من والدك، قلت له فرأيت أبا زرعة؟ قال لا، قال: وسمعت يونس بن عبد الأعلى يقول: أبو زرعة وأبو حاتم إماما خراسان ودعا لهما وقال: بقاؤهما صلاح للمسلمين»
- وقال الخطيب: «كان أحد الأئمة الحفاظ الأثبات مشهورا بالعلم مذكورا بالفضل»
- وقال ابن أبي حاتم: «سمعت أبي يقول: قلت على باب أبي الوليد الطيالسي: من أغرب عليّ حديثا غريبا مسندا صحيحا لم أسمع به فله عليّ درهم يتصدق به وهناك حلق من الخلق أبو زرعة فمن دونه وإنما كان مرادي أن أستخرج منها ما ليس عندي، فما تهيأ لأحد منهم أن يغرب عليّ حديثا»
- وقال أحمد بن سلمة النيسابوري: «ما رأيت بعد إسحاق ومحمد بن يحي أحفظ للحديث ولا أعلم بمعانيه من أبي حاتم»
- وقال عثمان بن خرزاذ:«أحفظ من رأيت أربعة: إبراهيم بن عرعرة ومحمد بن المنهال الضرير وأبو زرعة وأبو حاتم».
- وقال أبو حاتم: «قدم محمد بن يحيى النيسابوري الري فألقيت عليه ثلاثة عشر حديثا من حديث الزهري فلم يعرف منها إلا ثلاثة»، قال الحافظ ابن حجر: «وهذا يدل على حفظ عظيم فإن الذهلي شهد له مشايخه وأهل عصره بالتبحر في معرفة حديث الزهري ومع ذلك فأغرب عليه أبو حاتم»، وقال في تقريب التهذيب: «أحد الحفاظ»
- وقال ابن كثير في البداية والنهاية: «أحد الأئمة الحفاظ الأثبات العارفين بعلل الحديث والجرح والتعديل»
- وقال الذهبي في العبر: «حافظ المشرق»، وقال: «وكان بارع الحفظ واسع الرحلة من أوعية العلم»، وقال: «كان جاريا في مضمار البخاري وأبي زرعة الرازي»، وقال في تذكرة الحفاظ: «الإمام الحافظ الكبير أحد الأعلام»
- وقال ابن ناصر الدين:[12] «كان في مضمار البخاري وأبي زرعة جاريا، وبمعاني الحديث عالما، وفي الحفظ غالبا، وأثنى عليه خلق من المحدثين»

## آثاره
- كتاب الزهد، يوجد في المكتبة الظاهرية بدمشق مخطوطُا في المجموعة رقم 28.
- الضعفاء والكذابون والمتركون من أصحاب الحديث عن أبي زرعة وأبي حاتم الرازيين، مما سألهم عنه وجمعه وألفه أبو عثمان سعيد بن عمرو بن عمار البرذعي المتوفى سنة 292 هـ، يوجد في معهد المخطوطات بالقاهرة برقم 719 فهرس قسم التاريخ.
- تفسير القرآن.
- الجامع في الفقه.
- الزينة.
- طبقات التابعين.[13]
- مسائل الإمام أحمد.[14]
- الاعتقاد.

## وفاته
توفي أبو حاتم الرازي في شعبان سنة 277 هـ ، وله اثنتان وثمانون سنة بمدينة الري، وقيل: سنة 279 هـ.

## ممن ترجم له
1. ابن طاهر المقدسي في الجمع بين رجال الصحيحين 467.
2. والذهبي في العبر 2/58. وفي تذكرة الحفاظ 2/146.
3. وابن حجر في تهذيب التهذيب 9/31. وفي التقريب 2/143.
4. والخزرجي في خلاصة تذهيب الكمال[17] 278.
5. وابن كثير في البداية والنهاية 11/59.
6. والخطيب البغدادي في تاريخ بغداد 2/73.
7. والعليمي في المنهج الأحمد 1/183.
8. وابن العماد في شذرات الذهب 2/171.
9. وابن أبي يعلى في طبقات الحنابلة 1/284.
10. وتاج الدين السبكي في طبقات الشافعية 1/299.
11. وابنه عبد الرحمن في مقدمة الجرح والتعديل 349.
12. وأبو نعيم في أخبار أصبهان 2/201.
13. وعمر رضا كحالة في معجم المؤلفين 9/35.[18]